# Кобаяси, Каори
Каори Кобаяси (яп. 小林 香織, родилась 20 октября 1981) — японская джазовая саксофонистка и флейтистка. В настоящее время живёт в Токио.

## Биография
Каори Кобаяси родилась 20 октября 1981 в японской префектуре Канагава. Её отец был фотографом, мать преподавала музыку. С раннего детства Каори училась игре на фортепиано. В 13 лет она присоединилась к медно-духовой группе, где начала играть на флейте. Четыре года спустя Каори покидает группу, начинает заниматься джазом и играть на саксофоне.
Следующие 4 года Каори учится игре на саксофоне у Bob Zangu, после чего поступает в Senzoku Gakuen College of Music. По окончании обучения она подписывает контракт с лейблом Victor Entertainment и записывает дебютный альбом Solar.

## Альбомы
- Solar, Kaori's Collection (2005)
- Fine (2006)
- Glow (2007)
- Shiny (2008)
- The Golden Best (2009)
- Luv Sax (2009)
- Precious (2011)
- Seventh (2012)
- Urban Stream (2013)
- Spirit (2014)
- Melody (2016)
- Be myself! (2018)

## Интересные факты
- Фамилия Кобаяси является девятой по распространённости в Японии (данные 2009 года).[2] Кроме этого, Кобаяси является японским топонимом, означающим «маленький лес».